# Пункт призначення 2
Пункт призначення 2 (англ. Final Destination 2) — американський фільм жахів 2003 року, зрежисований Девідом Р. Еллісом. Це другий фільм в однойменній серії, сиквел фільму Пункт призначення. Він вийшов 31 січня 2003 року. Також 22 липня 2003 фільм вийшов на DVD, включивши у себе коментарі та видалені сцени.
Слоган фільму — «Смерть неможливо обдурити двічі...».

## Сюжет
Минає рік після вибуху рейсу 180. Кімберлі Корман та її друзі вирушають відпочити до Дейтона-Біч, Флорида. Поки дівчина очікує перемикання світлофора, у неї виникає видіння: величезний лісовоз втратить свій тягар, внаслідок чого станеться автокатастрофа, в якій загинуть безліч людей: «щасливчик» Еван Льюїс, вдова Нора Карпентер з п'ятнадцятирічним сином Тімом, бізнес-леді Кетрін Джінінгс, наркоман Рорі Пітерс, учитель Юджин Дікс та патрульний офіцер Томас Берк. Отямившись, Кімберлі розуміє, що ось-ось станеться катастрофа, але вчасно перекриває дорогу своїм автомобілем, внаслідок чого багато машин не виїжджають на автотрасу. Поки Томас намагається з'ясувати, в чому річ, лісовоз по-справжньому втрачає вантаж колод, і відбувається автокатастрофа за участю інших машин.
Відразу після початку аварії автомобіль Кімберлі таранить величезний автовоз, в результаті чого всі друзі Кімберлі гинуть. Вона залишається живою, адже її відштовхнув Томас. Він повинен був померти першим, але через ситуацію (смерть пішла у зворотному порядку) він повинен піти з життя останнім.
Еван, що виграв у лотереї, приходить додому. Необережно його перстень падає в раковину, і Еван намагається дістати його, але рука застряє в зливному отворі. Унаслідок безглуздого збігу обставин у квартирі починається сильна пожежа. Еван, звільнившись, намагається загасити вогонь із вогнегасника, але безуспішно. Намагаючись врятуватися, він залишає будинок в останній момент і квартира вибухає. Еван спускається рухомою драбиною, але вона виявляється зламаною. Зрештою, вона таки спускає Евана вниз. Він думає, що йому пощастило, але ковзається на макаронах, які викинув у вікно. Раптом сходи зриваються, встромляються йому в око, і Еван гине.
Кімберлі згадує історію про рейс 180, відвідує Клер Ріверс (одну з героїнь першого фільму), яка лягла до психіатричної лікарні, виключивши будь-які можливості нещасного випадку. Від Клер Кімберлі дізнається, що смерть має забирати людей у тому порядку, в якому вони мали загинути в автокатастрофі. Однак смерть почала з кінця. Таким чином, Кімберлі та інші учасники аварії можуть передбачити послідовність жертв.
Другий на черзі Тім. Кімберлі бачить видіння, що він гине від голубів. Разом із матір'ю він їде до стоматолога, і там через замикання в електричній мережі хлопець мало не гине, присиплений «веселячим газом». У залі очікування вікно розбиває голуб, його намагаються упіймати. Тим часом Тіму в рот падає гумова іграшка, і він мало не задихається, але медсестра встигає дістати іграшку з його рота. На виході з лікарні їх зустрічають поліцейський та Кімберлі. Тім розлякує зграю голубів, але через це оператор крана, що перевозить шматки скла, втрачає над ним контроль, і скло зривається на Тіма, розчавлюючи його повністю.
Усі герої, що залишилися живими, збираються в одному місці. Кімберлі та Клер просять всіх, хто залишився живим, звертати увагу на знаки. Нора не хоче жити, бо чотири роки тому втратила чоловіка, а тепер і сина, і йде, наважуючись скористатися ліфтом. Так само чинить Юджин Дікс. Він наполегливо не вірив словам Клер та Кімберлі. Томас про всяк випадок дає йому рацію. Разом з Юджином та Норою в ліфті їде літній чоловік, який везе протези. Один з хлопців, який залишився з Кімберлі та офіцером бачить знак, який показує чоловіка з протезами. Вони розуміють, що саме від нього може загинути Нора. Кімберлі телефонує жінці, вона приймає виклик по телефону, який упав на підлогу і, підводячись, плутається в протезах. Ліфт зупиняється, і Нора поспішає вийти, але двері зачиняються, затискаючи її голову. Кет і Клер, що знаходяться зовні, намагаються врятувати Нору, те саме намагаються зробити Юджин і чоловік, але ліфт їде вгору, і Норі відриває голову. Юджин вихоплює револьвер Тома і приставляє його до голови, кажучи, що краще вб'є себе сам. Юджин спускає курок, проте зброя не вистрілює 6 разів, незважаючи на те, що заряджена. За заявою Клер, черга Юджина ще не підійшла.
Аби запобігти новим смертям, Клер і Кімберлі їдуть до коронера Вільяма Бладворта. Він говорить їм, що смерть можна обдурити народженням нового життя від того, хто був спочатку у списку смерті — це порушить її плани, і графік розвалиться, зупинивши ланцюжок смертей. Усі згадують вагітну Ізабеллу Гадсон. Її знаходять і поміщають у камеру тимчасового ув'язнення. Кімберлі бачить у своїх видіннях білий фургон, що тоне в озері. У Ізабелли відходять води, і поліціянту нічого не залишається, окрім як везти її до лікарні. Усі, хто залишилися живими, їдуть у відділок. Дорогою з'ясовується, що учасники автокатастрофи пов'язані з пасажирами рейсу 180, які вижили. Якби автобус не збив Террі, Кет Дженнігс потрапила б у готель, в якому стався витік, і загинула б. Кімберлі дивилася репортаж про Тода, в цей час грабіжник спробував викрасти машину, убив мати Кімберлі і втік. Рорі, перебуваючи в Парижі, міг померти у театрі від вибуху, але спостерігав за смертю Картера. Томас мав вирушити до місця смерті Біллі зі своїм напарником, але поїхав один. Хвилиною пізніше напарник Тома загинув у перестрілці. Юджин міг загинути через ножа учня у школі, але заміщав міс Льютон. Клер бачить у цих збігах зв'язок, який прямо пов'язаний з усіма подальшими смертями.
Раптом біля машини Кет, де сиділи жертви, вибухає колесо, вона стає некерованою і мало не стикається з білим фургоном, на якому везуть Ізабеллу. Вона теж брала участь у катастрофі, і тому є ризик її смерті, через що нове життя може не з'явитися. Кет вдається уникнути лобового зіткнення, проте її машину занесло, у двері водія встромляється шматок колоди, але не ранить Кет, а блокує рух її ніг, через що вона не може загальмувати. Машину заносить і вона натикається на гострі балки. Дивом усі залишаються живими, тільки в Юджина пробиває легені. Кет, яка вела машину, вдарилася головою об кермо, чим ненадовго врятувала собі життя, бо балка пробила наскрізь її сидіння. Вона не може вибратися. Поліціянт, який зупинився, хоче надати допомогу, але Ізабелла квапить його, в результаті він викликає рятувальників, а вони продовжують шлях до лікарні. Приїжджають рятувальники та поліція. Також приїжджає фургон новин і мало не збиває Брайана, сина фермера, але Рорі рятує його. Пожежники намагаються витягнути Кет із машини; герої, які вижили, хочуть залишитися, але Кет каже їм їхати до лікарні. Через необережний рух одного з рятувальників розкривається подушка безпеки, і натикає голову Кет на балку. Вона помирає, а цигарка, яку вона тримала в руці, падає на землю. Фургон новин пошкодив каменем бензобак, бензин виплив до машини Кет. Цигарка спалахує бензин, фургон новин вибухає. Вибухом відкидає колючий дріт, що летить на Рорі, і розрізає його.
Персонажі, які залишилися в живих, їдуть до лікарні до Ізабелли. У цю ж лікарню госпіталізовано Юджина. У Кімберлі трапляється видіння. Вона бачить лікаря з бейджем, на якому написано прізвище Каларджан. У Ізабелли незабаром народжується хлопчик. Клер, Кімберлі та Том радіють — прокляття, на їхню думку, зупинено. Але Кімберлі знову бачить видіння — Ізабелла не загинула в автокатастрофі на шосе (не пов'язана з жертвами рейсу 180), потім вона бачить білий фургон, руки в крові, а фургон тоне. Кімберлі намагається попередити Клер, але не встигає — та знаходить палату Юджина. У палаті хлопця відбувається витік газу, Клер відчиняє двері до палати, через замикання відбувається вибух газу, Клер і Юджин гинуть, а Берк знову рятує життя Кімберлі.
Кімберлі розуміє, що в машині у своєму видінні тонула вона. Дівчина вирішує, що має померти, аби зупинити смерті, викрадає машину швидкої допомоги та в'їжджає в озеро. Вона переживає клінічну смерть. На щастя, її рятують Берк та лікарка Каларджан. Кімберлі приходить до тями. Прокляття зупинено.
За деякий час Кімберлі і Томас проводять час у фермерів на пікніку, які були свідками смертей Кет і Рорі, в цей час через вибух мангала Смерть забирає Брайана, який раніше залишився живим завдяки Рорі.

## Ролі
- Елі Лартер — Клер Риверс
- Ей Джей Кук — Кімберлі Корман
- Майкл Лендіс — Томас Берк
- Девід Петкау — Еван Льюїс
- Джеймс Кірк — Тім Карпентер
- Лінда Бойд — Нора Карпентер
- Кіган Коннор Трейсі — Кет Дженнінгс
- Джонатан Черрі — Рорі Пітерс
- T.C. Карсон — Юджин Дікс
- Тоні Тодд — Вільям Бладворт
- Юстина Мачадо — Ізабелла Гадсон
- Сара Картер — Шейна МакКленк
- Ендрю Ейрлі — Майкл Корман
- Ноель Фішер — Брайан Гіббонс
- Алехандро Рей — Дано Естевес
- Шон Сайпонс — Френкі Вітмен

## Виробництво
Для того, щоб зняти масштабну автокатастрофу у всій послідовності, кілька миль шосе були закриті протягом декількох днів.
Персонажу Тіму спочатку було дев'ять років, а потім тринадцять, але продюсери New Line вирішили, що буде неетично убити маленьку дитину. У кінцевому підсумку, вони зупинилися на віці п'ятнадцяти років.

## Саундтрек
У фільмі лунають пісні:
- The Sounds — «Dance with Me»;
- The Sounds — «Rock’n Roll»;
- AC/DC — «Highway to Hell»;
- FT — «Jon F. Hennessy»;
- The Blank Theory — «Middle of Nowhere»;
- Incubus — «Vitamin»;
- (həd)p.e.— «I Got You»;
- Pete Snell — «Rocky Mountain High»;
- Jude Christodal — «Rocky Mountain High»;
- Jude Christodal — «My Name Is Death».